# Polacantha

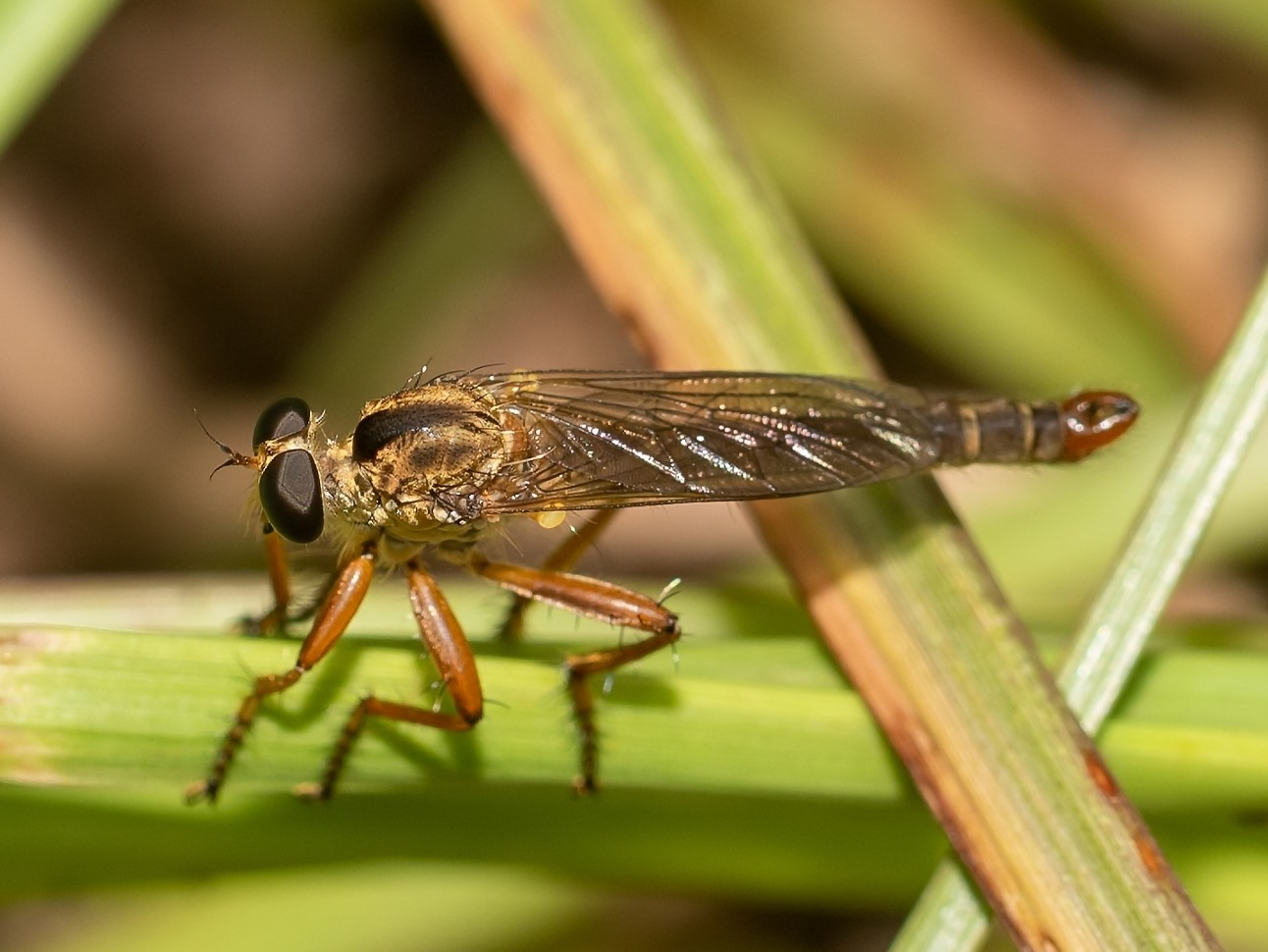
Insect

Polacantha is een vliegengeslacht uit de familie van de roofvliegen (Asilidae).

## Soorten
- P. arcuata Martin, 1975
- P. badia Martin, 1975
- P. brevis Martin, 1975
- P. composita (Hine, 1918)
- P. compositus (Hine, 1918)
- P. gracilis (Wiedemann, 1828)
- P. grossa Martin, 1975
- P. pegma Martin, 1975
- P. petila Martin, 1975
- P. sinuosa Martin, 1975
- P. tridens Martin, 1975
- P. xanthocerus (Williston, 1901)